# Celyphus anisotomoides
Celyphus anisotomoides är en tvåvingeart som först beskrevs av Karsch 1884.  Celyphus anisotomoides ingår i släktet Celyphus och familjen vattenflugor.
Artens utbredningsområde är Sri Lanka. Inga underarter finns listade i Catalogue of Life.